# Тјери Болен
Тјери Болен (фр. Thierry Bollin; Берн, 11. јануар 2000) швајцарски је пливач чија ужа специјалност су трке леђним стилом. 

## Спортска каријера
Први значајнији успех у каријери, Болен је постигао на националном првенству 2014. где је освојио титулу државног првака на 200 леђно у конкуренцији јуниора. Две године касније је дебитовао и на међународној сцени, а прво велико такмичење на коме је наступио је било европско јуниорско првенство у мађарском Ходмезевашархељу, где је успео да се пласира у финале трке на 200 леђно, које је окончао на седмом месту. Највећи успех у јуниорској каријери је постигао на европском првенству у Нетањи 2017, где је освојио бронзану медаљу у трци на 50 леђно. 
Дебитантски наступ у сениорској конкуренцији је имао на светском првенству у малим базенима у Хангџоуу 2018, где је најбоље резултате постигао пливајући у штафетама 4×50 слободно, 4×50 мешовито и 4×100 мешовито.
Први наступ на светским првенствима у великим базенима је имао у корејском Квангџуу 2019, где је учествовао у квалификацијама трке на 50 леђно које је окончао на 21. месту. У децембру исте године пливао је и на Европском првенству у малим базенима које је тада одржано у Глазгову (16. место у полуфиналу трке на 100 леђно).